# Ladislav Drs
Ladislav Drs (* 7. červen 1927 Soběslav) je český matematik, vysokoškolský pedagog a autor vysokoškolských skript.

## Život
Ladislav Drs se narodil 7. června 1927 v Soběslavi. V letech 1946 až 1950 studoval na přírodovědecké fakultě v Praze obor matematika a deskriptivní geometrie. Školu úspěšně dokončil. V roce 1952 začal vyučovat na katedře matematiky a deskriptivní geometrie fakulty inženýrského stavitelství ČVUT. O rok později odešel na fakultu architektury a pozemního stavitelství.
V roce 1958 dálkově vystudoval inženýrské stavitelství. O dva roky později získal hodnost kandidáta věd. Rovněž přešel na katedru matematiky a deskriptivní geometrie strojní fakulty, kde se habilitoval a na katedře působil až do odchodu do důchodu v roce 1991. V následujícím roce byl jmenován profesorem.
V roce 1990 byl jmenován zasloužilým členem JČMF.
Napsal několik vysokoškolských skript, mezi něž patří Objektivem počítače - geometrie speciálních fotografických technik (1981). V roce 1984 vydal knihu Plochy ve výpočetní technice. Dále byl spoluautorem skript Konstruktivní geometrie, Počítačová grafika, Matematické metody v počítačové grafice. V letech 1995 a 1996 vydal dvoudílnou učebnici Deskriptivní geometrie pro střední školy.